# 中华台北女子棒球代表队
中華民國女子棒球代表隊（簡稱中華女子成棒隊）是代表中華民國棒球運動的女子國家代表隊。自1981年起，其根據《洛桑協議》在國際體育賽事中改稱為中華台北棒球代表隊（Chinese Taipei baseball team）。

## 歷史
2004年，國際棒總開辦世界盃女子棒球賽，同年中華棒協也舉辦了第1屆全國女子棒球錦標賽，藉此選拔出世界盃的國手，首屆世界盃有5隊參賽，中華隊戰績墊底。之後世界盃雖參賽隊伍逐步擴增，但中華隊最好的戰績也是第5名，直到2016年終於有所突破，首度打進四強，拿下第4名。
2017年，首屆亞錦賽中華隊以1：6不敵日本，最終戰績4勝1敗居亞軍，日本以5連勝奪冠。2019年的第二屆亞錦賽中華隊依舊打入決賽，在冠軍戰中再度對上日本，終場以1：2落敗，連兩屆居亞軍。
2018年世界盃，中華隊於預賽首度擊敗美國隊，此役之前的歷史交手記錄為零勝六敗。而中華女子棒球隊更是首度闖進冠軍戰，最終獲得亞軍，亦為目前在世界盃的最佳名次。也因此次在世界盃的好成績讓中華女棒隊獲得不少積分，更使世界排名到達第3，為歷史的新高。

## 國際賽成績

### 亞洲盃女子棒球錦標賽
- 2017年亞洲盃女子棒球錦標賽：亞軍
- 2019年亞洲盃女子棒球錦標賽：亞軍
- 2023年亞洲盃女子棒球錦標賽：亞軍

### 世界盃女子棒球賽
| 年份   | 主辦地   |   | 名次 | 勝 | 敗 |  | 參賽隊伍數 |
| 2004年 | 加拿大   | 5 | 0    | 4  | 5  |  |            |
| 2006年 | 中華台北 | 5 | 3    | 3  | 7  |  |            |
| 2008年 | 日本     | 5 | 3    | 2  | 8  |  |            |
| 2010年 | 委內瑞拉 | 7 | 4    | 3  | 10 |  |            |
| 2012年 | 加拿大   | 6 | 3    | 4  | 8  |  |            |
| 2014年 | 日本     | 5 | 4    | 2  | 8  |  |            |
| 2016年 | 南韓     | 4 | 4    | 5  | 12 |  |            |
| 2018年 | 美國     | 2 | 8    | 3  | 12 |  |            |
| 2021年 | 墨西哥   |   |      |    |    |  |            |